# Birimdik
Birimdik (en kirghize : Биримдик, Unité) est un parti politique kirghiz pro-Jeenbekov se déclarant socialiste démocratique.

## Historique
Le parti est créé en mai 2005. En 2007, il fusionne avec plusieurs partis au sein d'Ak Jol. Il participe aux élections législatives de 2010 avec le parti Ar-Namys. Après une période d'inactivité, le parti renait en fin 2019 lors du conflit entre Sooronbay Jeenbekov et Almazbek Atambaev lorsque Marat Amankulov fait scission du Parti social-démocrate du Kirghizistan pour éviter de prendre parti dans le conflit. Cependant, au moment des élections législatives de 2020, le parti est farouchement pro-Jeenbekov.
Durant la campagne, le parti est au centre d'un scandale lié à un enregistrement d'Amankulov déclarant que le parti a des aspirations eurasianistes et qu'il considère l'indépendance du Kirghizistan comme un échec. Au soir de l'élection, le parti est annoncé en tête par une faible majorité relative devant son allié Mekenim Kyrgyzstan, mais dans la foulée des manifestations post-électorales, les résultats sont annulés.

## Membres notables
Parmi les candidats pour les élections législatives de 2020 se trouvent:
- Marat Amankulov
- Asylbek Jeenbekov
- Aida Kasymalieva
- Ulukbek Kochkorov
- Aliza Soltonbekova

## Résultats
| Année | Voix    | %     | Rang | Sièges   | +/- |
| ----- | ------- | ----- | ---- | -------- | --- |
| 2020  | 487 685 | 24,90 | 1er  | 46 / 120 | Nv  |